# Juan Bernal (mercedario)

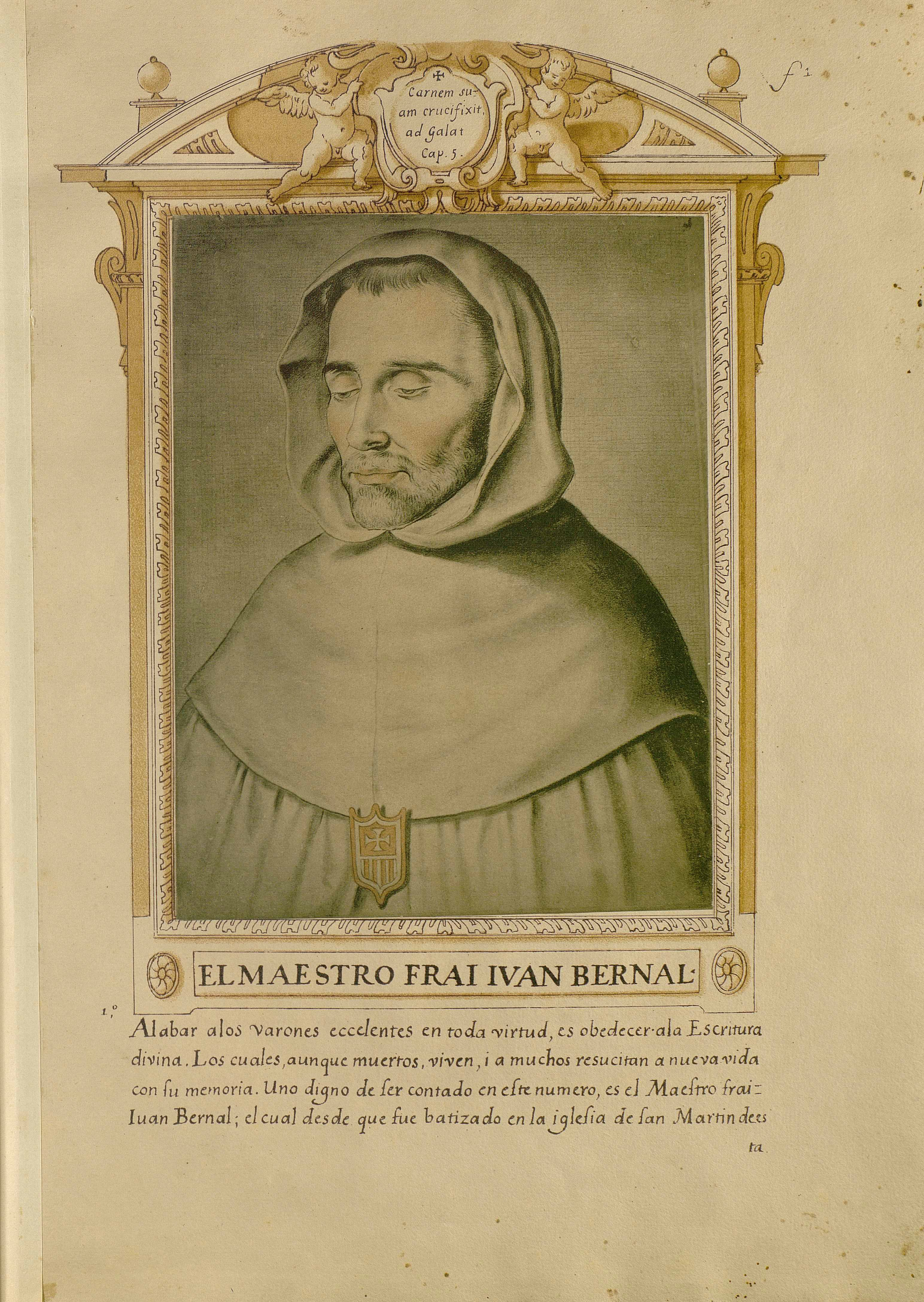
Fray Juan Bernal por Francisco Pacheco, Libro de descripción de verdaderos retratos de ilustres y memorables varones, Madrid, Biblioteca de la Fundación Lázaro Galdiano.

Juan Bernal (Sevilla, 1549-ibídem, 18 de noviembre de 1601) fue un mercedario español del siglo XVI. 

## Biografía
Nacido en Triana hijo de padres cariñenenses, se crio en Andalucía. Según algunas fuentes, podría haber sido soldado en el norte de África, y parece haber sido preso ahí. Entró a la Orden de la Merced con edad ya madura y realizó misiones y predicaciones en Andalucía, Perú y el norte de África, donde se dedicó a la redención de cautivos en Marruecos con 166 redimidos. Fue confesor real de Felipe II y Felipe III, de cuya confianza gozó. 
Profesó en los conventos de Rota y Jérez y fue fundador del convento de su orden en Gibraltar en la década de 1580. Según algunas fuentes también enseñó teología en Córdoba. Parece ser que dentro de las facciones que se habían formado en la comunidad mercedaria con motivo de la nueva provincia mercedaria de Andalucía, Juan era partidario del primer provincial Juan de Ribas y mantenía tensas relaciones con su sucesor, Rodrigo de Arce. En 1597 el rey le nombró predicador y le destinó al convento de la Merced en Sevilla. En la ciudad hispalense fue un patrón de las artes, encargando obras a Francisco Pacheco. En 1599 se le nombró provincial de Andalucía.
Falleció en 1601 y al año siguiente el cronista mercedario Bernardo de Vargas publicó una Breve relación de la vida y muerte de Fray Juan Bernal. A día de hoy llevan su nombre una calle en la localidad de sus padres y otra en Sevilla.

## Obras
- Sermon a las honras que la ciudad de Sevilla hizo a la Magestad del Rey don Philipo I